# Forêt et étang de Parroy, vallée de la Vezouze et fort de Manonviller
Forêt et étang de Parroy, vallée de la Vezouze et fort de Manonviller este o arie protejată (sit de importanță comunitară — SCI) din Franța întinsă pe o suprafață de 2.752 ha, integral pe uscat.

## Localizare
Centrul sitului Forêt et étang de Parroy, vallée de la Vezouze et fort de Manonviller este situat la coordonatele 48°37′09″N 6°36′49″E / 48.61917°N 6.61361°E.

## Înființare
Situl Forêt et étang de Parroy, vallée de la Vezouze et fort de Manonviller a fost declarat arie specială de conservare în baza directivei 92/43 din 1992 referitoare la conservarea habitatelor naturale și a faunei și florei sălbatice pentru a proteja 14 specii de animale.

## Biodiversitate
Situată în ecoregiunea continentală, aria protejată conține 6 habitate naturale: Păduri de fag Asperulo-Fagetum, Cursuri de apă de la nivel de câmpie la nivel montan, cu vegetație Ranunculion fluitantis și Callitricho-Batrachion, Fânețe de joasă altitudine (Alopecurus pratensis, Sanguisorba officinalis), Păduri aluvionare cu Alnus glutinosa și Fraxinus excelsior (Alno-Padion, Alnion incanae, Salicion albae), Păduri de stejar sau de stejar și carpen sub-atlantice și medio-europene de Carpinion betuli, Liziere de ierburi înalte hidrofile de câmpie și de nivel montan până la alpin.
La baza desemnării sitului se află mai multe specii protejate:
- amfibieni (1): izvoraș-cu-burta-galbenă (Bombina variegata)
- mamifere (5): liliac cârn (Barbastella barbastellus), liliac cu urechi mari (Myotis bechsteinii), liliac cărămiziu (Myotis emarginatus), liliac comun (Myotis myotis), liliacul mic cu potcoavă (Rhinolophus hipposideros)
- nevertebrate (4): rădașcă (Lucanus cervus), fluturele purpuriu (Lycaena dispar), Phengaris nausithous, Phengaris teleius
- pești (4): zglăvoacă (Cottus gobio), Cottus rhenanus, cicar (Lampetra planeri), boarță (Rhodeus amarus)

Pe lângă speciile protejate, pe teritoriul sitului au mai fost identificate 11 specii de plante, 9 specii de păsări, 12 specii de mamifere.